# Велика (Хорватия)
Велика (хорв. Velika) — община с центром в одноимённом посёлке в восточной части Хорватии, в Пожежско-Славонской жупании. Население общины 5607 человек (2011), население посёлка — 2117 человек. В состав общины кроме административного центра входят ещё 23 деревни.
Большинство населения общины составляют хорваты — 95,2 %, сербы составляют 3,9 % населения.
Населённые пункты общины находятся в северной части Пожежской долины на южных склонах хребта Папук. В 8 км к югу находится город Пожега. Через Велику проходит автодорога Пожега — Слатина, переваливающая через Папук.
Велика используется многими любителями природы как место начала прогулок по природному парку Папук.